# Cerbero
Cerbero (in greco antico: Κέρβερος?, Kérberos) è una creatura della mitologia greca, uno dei mostri a guardia dell'ingresso degli Inferi su cui regnava il dio Ade.
In seguito è divenuto anche noto per la descrizione che ne offre Dante Alighieri nel suo Inferno, anche se con fattezze e indole non differenti dal mito originale.

## Aspetto
È un mostruoso cane mastino gigantesco e sanguinario dotato di tre teste e di cui Zachary Grey, scrittore inglese del secolo XVIII, afferma:
Che Ercole lo vincesse, dimostra che le azioni eroiche sono vittoriose del Tempo e sussistono nella Memoria della Posterità.»
Anziché di pelo, il suo corpo è ricoperto di serpenti velenosi che si rizzano facendo sibilare le proprie orrende lingue ad ogni suo latrato il quale non corrisponde a quello di un cane normale ma ad un rombo di tuono.

## Genealogia
Cerbero è figlio di Tifone e di Echidna e quindi fratello di Ortro, dell'Idra di Lerna e della Chimera.

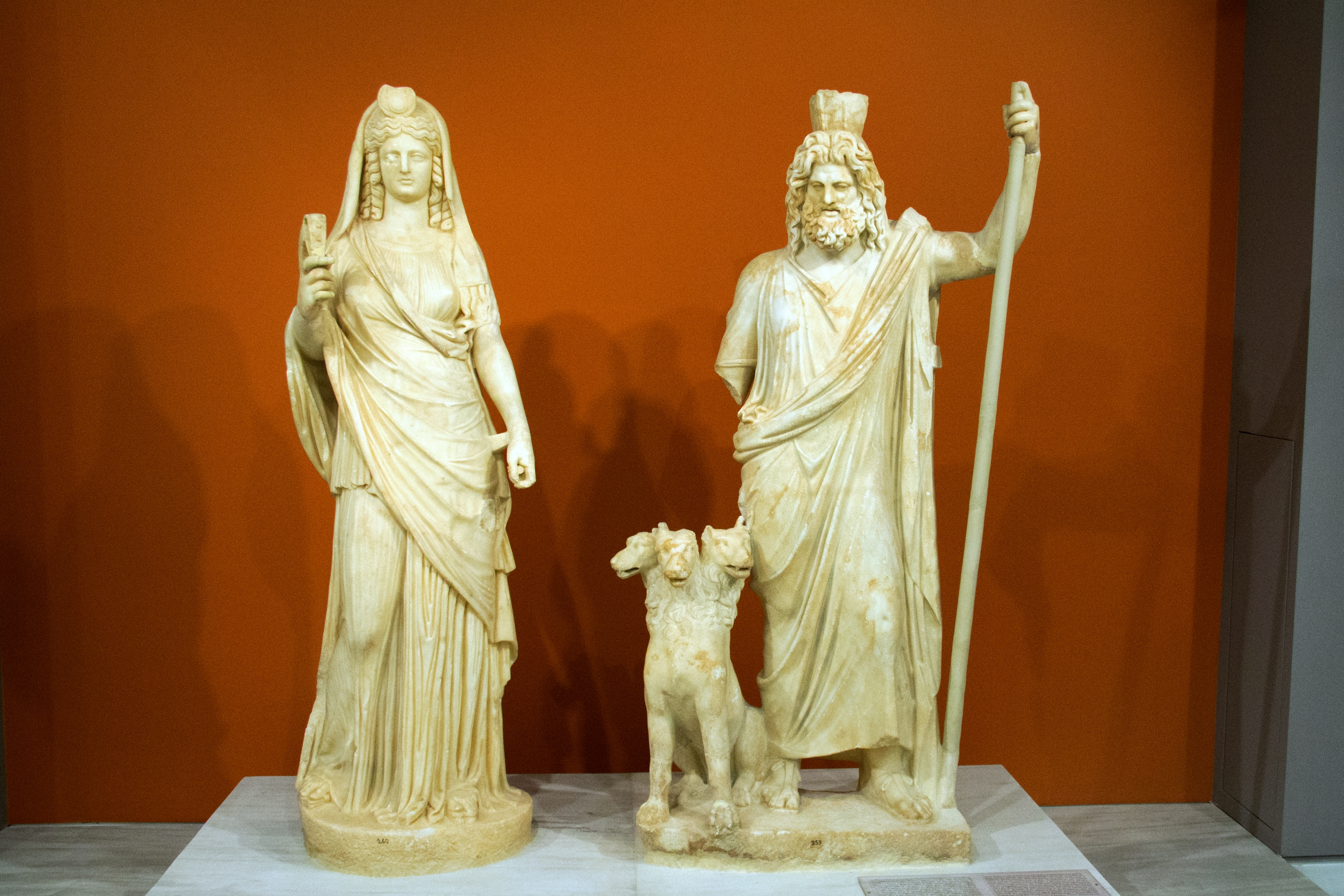
Persefone come Iside e Plutone come Serapide (con in mezzo Cerbero seduto, secondo il mito greco), scultura in marmo del II secolo a.C.

## Mitologia

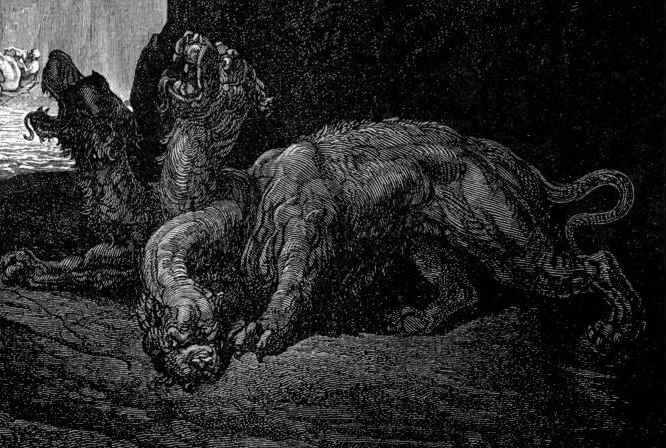
Il Cerbero mitologico (Gustave Doré)

Il suo compito era sorvegliare l'accesso dell'Ade, o Averno, affinché nessuno dei morti ne potesse uscire. Nessuno è mai riuscito a domarlo, tranne Eracle e Orfeo.
Nell'antichità anche il "nudo suolo" era definito Cerbero (o "lupo degli dei") poiché ogni cosa seppellita pareva essere divorata in breve tempo: il termine è entrato nella lingua italiana a designare, per antonomasia e spesso ironicamente, un guardiano arcigno e difficile da superare.

### L'ultima fatica di Eracle
Cerbero fu affrontato e sconfitto da Eracle, che per svolgere l'ultima delle dodici fatiche fu costretto a catturarlo (vivo) per portarlo a Micene da Euristeo. Il cane non fu combattuto con armi e non fu ucciso, ma soltanto sottomesso, poiché il compito di Eracle era solo quello di dimostrare di averlo sconfitto in combattimento.
Cerbero fu in seguito portato a Tirinto e poi riportato nell'Ade, tornando ad esserne il guardiano.

### La musica di Orfeo
Orfeo, che doveva recarsi nell'Ade per riportare la defunta Euridice nel regno dei vivi, suonò il suo strumento (una lira) fino ad incantarlo.

## Araldica
In araldica, il cerbero (nome comune) è una figura immaginaria del tutto corrispondente alla sua raffigurazione mitologica: un cane tricefalo dalle gole spalancate, la coda di drago e teste di serpente sul dorso. Certune raffigurazioni utilizzano i serpenti come chioma.

D’azzurro al cerbero d’argento (stemma di Triora)

In taluni stemmi il cerbero, guardia feroce della città infernale, allude al cognome Medico, che vigila a che nessuno entri nella città dei malati. L'eventuale collare simboleggia la sottomissione del medico alla sua missione.

## Letteratura

### Amore e Psiche
Nella fiaba di Amore e Psiche contenuta ne L'Asino d'oro di Apuleio, l'eroina (Psiche) è costretta a compiere un viaggio agli inferi e deve affrontare, all'entrata e all'uscita, Cerbero, che nel testo non viene chiamato per nome ma descritto come canis praegrandis, teriugo et satis amplo capite praeditus, immanis et formidabilis, tonantibus oblatrans faucibus mortuos, quibus iam nil mali potest facere, frustra territando ante ipsum limen et atra atria Proserpinae semper excubans servat vacuam Ditis domum ("un cane enorme, con una triplice testa in proporzione, gigantesco e terribile, che con fauci tonanti latra contro i morti, cui peraltro, non può fare alcun male; cercando di terrorizzarli senza motivo, e standosene sempre tra la soglia e le oscure stanze di Proserpina, custodisce la vuota dimora di Dite").

### Eneide
"L'enorme Cerbero col suo latrato da tre fauci rintrona questi regni giacendo immane davanti all'antro. La veggente, vedendo ormai i suoi tre colli diventare irti di serpenti gli getta una focaccia soporosa con miele ed erbe affatturate. Quello, spalancando con fame rabbiosa le tre gole l'afferra e sdraiato per terra illanguidisce l'immane dorso e smisurato si stende in tutto l'antro. Enea sorpassa l'entrata essendo il custode sommerso nel sonno profondo". Nell'Eneide, Cerbero si oppone alla discesa agli Inferi di Enea ed è ammansito dalla Sibilla che gli getta un'offa (focaccia) di miele intrisa di erbe soporifere. Cerbero, che in Virgilio ha dei serpenti attorcigliati al collo, la afferra con fame rabbiosa ed è forse il motivo per cui nella tradizione medievale era talvolta interpretato come immagine del peccato di gola.

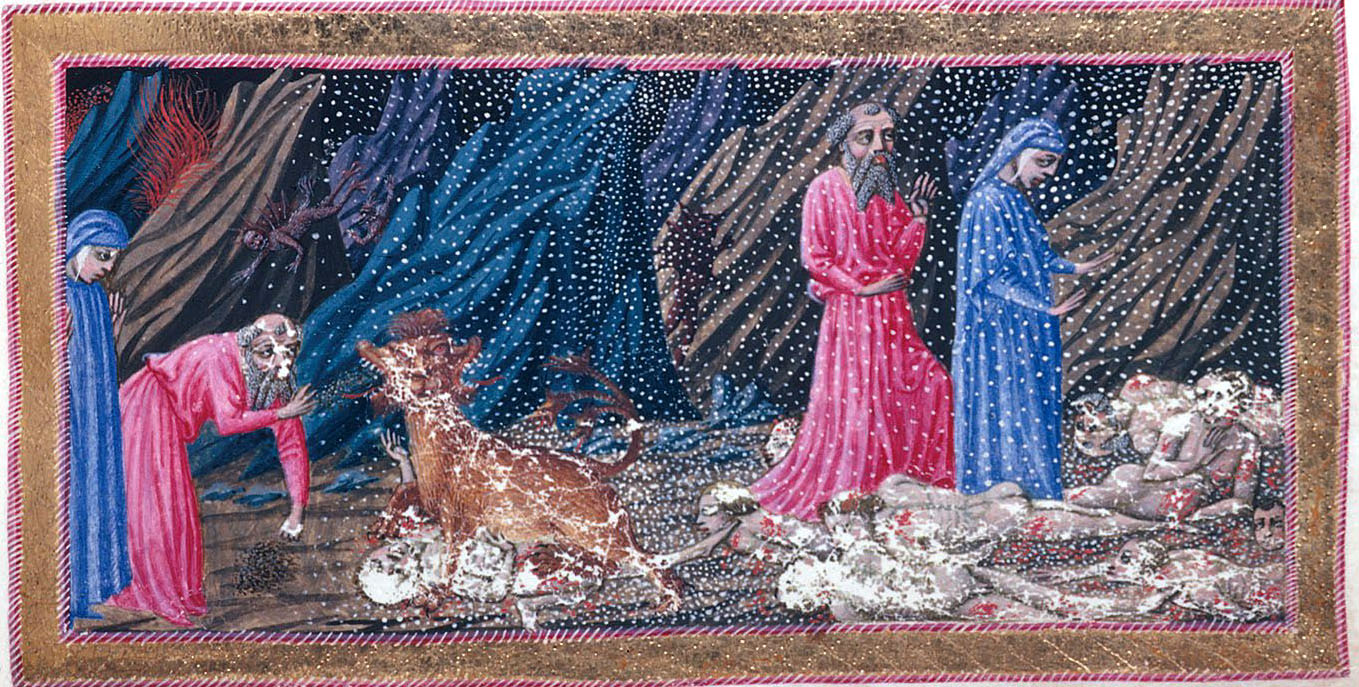
Cerbero e ghiottoni, dipinto di Priamo della Quercia, rappresentante Cerbero secondo la descrizione di Dante (a destra), nellInferno

### Divina Commedia
Nella rappresentazione dantesca la figura di questo mostro mitologico si fonde con l'ideologia del fantastico di stampo medievale, in cui prevalgono significati simbolici; ne risulta una figura nuova, i cui particolari realistici danno una straordinaria vivacità.
Viene presentato attraverso tre apposizioni, "fiera", "vermo" e "demonio", secondo una lettura classica, fantastica e religiosa.
Gli vengono anche attribuite caratteristiche fisiche umane, tra cui la barba, le mani e le facce. Viene descritto con gli occhi vermigli per l'avidità, con il ventre largo per la voracità e con le zampe artigliate per afferrare il cibo. Le interpretazioni allegoriche di questo personaggio (delle sue teste) nella Commedia sono tre: le tre teste indicherebbero i tre modi del vizio di gola: secondo qualità, secondo quantità, secondo continuo (cioè mangiare in continuazione senza preoccuparsi né della qualità né della quantità); le teste sarebbero il simbolo delle lotte intestine fra fazioni appartenenti a una stessa città, oppure perché vigila nel 3° cerchio.

## Nella cultura moderna
- A Cerbero sono intitolati i Cerberus Tholi su Marte[8].
- La ASUS ha sviluppato un auricolare gaming con prestazioni avanzate chiamato "Cerberus V2" disponibile in una scelta di tre colori: rosso, verde e blu.
- Cerbero è parte integrante del fumetto Geppo, il diavolo buono disegnato da Giovan Battista Carpi.
- Appare in un film horror del 2005 chiamato Cerberus - Il guardiano dell'Inferno, dove fa la guardia alla leggendaria spada di Attila.
- Cerbero è anche uno dei boss del gioco Devil May Cry 3 e può controllare il ghiaccio di cui è ricoperto.
- Cerbero è un nemico comune nel videogioco God of War. In God of War II ve ne è anche uno più grande, il Cerbero originario, che è un mini-boss, mentre in God of War III sono presenti diverse varianti di Cerbero, compresa una infuocata che è possibile domare e cavalcare. In God of War: Ascension ve ne è una variante viola, che si teletrasporta e che sputa fiamme violacee.
- Il cane a tre teste appare anche in Kingdom Hearts e Kingdom Hearts II come avversario da battere nel mondo di Ercole. Nel primo capitolo lo si affronta in un torneo, mentre nel secondo capitolo viene evocato da Ade.
- È presente anche nel cartone animato dei Cavalieri dello Zodiaco nella seconda prigione degli Inferi. Inoltre è la costellazione di appartenenza (realmente esistente ma ora non più considerata nella lista ufficiale delle costellazioni) del cavaliere Vesta.
- In My Little Pony - L'amicizia è magica Cerbero, raffigurato come un dolce ma spaventoso gigantesco bulldog nero tricefalo, è il guardiano dei cancelli del Tartaro, la prigione dei mostri che attaccano il regno.
- Nel videogioco Dante's Inferno, ispirato all'opera di Dante Alighieri, Cerbero è il boss del girone dei golosi. Qui le sue caratteristiche animalesche e mostruose vengono notevolmente accentuate. Il mostro infatti ricorda una sorta di ibrido cane-verme, con tre teste circondate da altre bocche più piccole, intento a masticare e vomitare tutto ciò che trova.
- Nella serie televisiva Supernatural viene chiamato anche "Cane Infernale" e il suo ruolo è quello di uccidere tutti coloro che hanno stretto un patto con i demoni, dopo dieci anni dalla stipula.
- Nel romanzo e nel film Harry Potter e la pietra filosofale è presente una bestia delle stesse fattezze, a guardia di una botola, che risponde al nome di Fuffi.
- In Resident Evil i Cerberus sono cani zombie.
- Appare anche in One Piece come guardiano di Thriller Bark. In questa versione, Cerbero è un mostro assemblato con vari pezzi di altri animali. Infatti una delle tre teste è di volpe, ed il mostro pare anche offendersi quando tale osservazione viene fatta dai personaggi del manga. Anche il personaggio del giudice Baskerville sembra essere ispirato a tale mito.
- Cerbero è il nome dato al "mostro" nella serie TV Lost dal Progetto DHARMA. Questo perché sembra fare la guardia al Tempio, vivere sia sulla terra, sia sotto di essa e sapersi dividere in tre parti per poi tornare un unico fumo.
- Cherberos è il nome del custode del sole (meglio noto come Kero-chan) in Pesca la tua carta Sakura.
- Cerbero è anche fonte di ispirazione per il nome della TVR Cerbera Speed 12, probabilmente in virtù del metaforico parallelismo riguardante il carattere poco docile del mostro mitologico e il caratteristico brusco comportamento della vettura sportiva inglese.
- Il Cerbero è il logo usato dalla casa di produzione Cerberus (traduzione inglese di Cerbero), che ha prodotto, nel periodo in cui erano molto usate, valvole termoelettroniche per apparecchiature militari e di consumo.
- Cerberus nei videogame della trilogia Mass Effect è il nome dell'organizzazione "a guardia" dell'umanità.
- Cerberus nel romanzo di Clive Cussler Walhalla è il nome dell'associazione contro cui combatte il protagonista Dirk Pitt.
- Cerberus è un demone ricorrente nella serie Shin Megami Tensei.
- Nel cartone animato Huntik - Secrets & Seekers, Cerberus è il Titano di Marduck, membro del Cercatore malvagio della Spirale di Sangue.
- Zeo della serie Beyblade V-Force utilizza un beyblade il cui Bit Power è un Cerbero, chiamato Cerbero di Fuoco
- Cerbero nel film Attacco al potere, è un software creato dal governo degli Stati Uniti d'America con tre codici, di due lettere e quattro numeri ciascuno, da usare in caso di un accidentale lancio di un missile nucleare.
- Nella serie di giochi Kid Icarus appare come boss Bicerberus (Twinbellows nella versione originale) un cerbero con sole due teste con il corpo ricoperto di fiamme.
- In Super Paper Mario, il boss che si affronta all'uscita del Mondodigiù (l'aldilà) è il Catecerbero: tre Categnacci con una catena in comune.
- In Miitopia, il boss del Vulcano di Ertutnia, è un cerbero contenenti le 3 facce dei suoi compagni di viaggio.
- In Helltaker, Cerbero è raffigurato come tre gemelle demone dalle orecchie canine che condividono un'unica anima. Sono dispettose e vogliono portare il caos nel mondo umano.
- Nel manga Magi: The Labyrinth of Magic, Cerberus è il Djinn a tre teste della regina di Artemyra chiamata Mira Dianus Artemira.
- Nella serie Netflix 1899, Kerberos è il nome della nave su cui si svolge la storia e che ritrova l'altra nave misteriosamente scomparsa, il Prometheus.
- Il gruppo rap italiano Club Dogo ha come logo un cerbero.
- Kerberos è il nome di un protocollo di autenticazione di rete sviluppato al MIT.
- Tomba del Cerbero è una tomba ipogea romana scoperta ancora intatta nel 2023.
- Il nome di un canale Twitch ha tratto ispirazione dalla leggendaria creatura, chiamato  Cerbero Podcast e realizzato tra il 2018 ed il 2024.